# Basketball-Bundesliga 1970-1971
La Basketball-Bundesliga 1970-1971 è stata la 5ª edizione del massimo campionato tedesco occidentale di pallacanestro maschile. La vittoria finale è stata ad appannaggio del TuS 04 Leverkusen.

## Risultati

### Stagione regolare

#### Gruppe Nord
|     | Squadra               | G  | V | N | P | PF   | PS   | Pt. | Qualificazione |
| --- | --------------------- | -- | - | - | - | ---- | ---- | --- | -------------- |
| 1.  | TuS 04 Leverkusen     | 18 |   |   |   | 1600 | 1053 | 33  | girone finale  |
| 2.  | VfL Osnabrück         | 18 |   |   |   | 1530 | 1340 | 28  | girone finale  |
| 3.  | SSV Hagen             | 18 |   |   |   | 1446 | 1301 | 24  | girone finale  |
| 4.  | MTV Wolfenbüttel      | 18 |   |   |   | 1400 | 1211 | 24  | girone finale  |
| 5.  | ASV Colonia           | 18 |   |   |   | 1224 | 1216 | 23  |                |
| 6.  | Berliner SV 1892      | 18 |   |   |   | 1255 | 1248 | 18  |                |
| 7.  | BG Eurovia Buer       | 18 |   |   |   | 1209 | 1337 | 14  | retrocesse     |
| 8.  | Oldenburger TB        | 18 |   |   |   | 1233 | 1530 | 6   | retrocesse     |
| 9.  | SSC Gottinga          | 18 |   |   |   | 1193 | 1595 | 6   | retrocesse     |
| 10. | SV St. Georg von 1895 | 18 |   |   |   | 1164 | 1423 | 4   | retrocesse     |

#### Gruppe Süd
|     | Squadra               | G  | V | N | P | PF   | PS   | Pt. | Qualificazione |
| --- | --------------------- | -- | - | - | - | ---- | ---- | --- | -------------- |
| 1.  | USC Monaco            | 18 |   |   |   | 1558 | 1220 | 30  | girone finale  |
| 2.  | MTV 1846 Gießen       | 18 |   |   |   | 1618 | 1341 | 28  | girone finale  |
| 3.  | USC Heidelberg        | 18 |   |   |   | 1490 | 1342 | 26  | girone finale  |
| 4.  | Bayern Monaco         | 18 |   |   |   | 1231 | 1226 | 22  | girone finale  |
| 5.  | 1. FC 01 Bamberg      | 18 |   |   |   | 1442 | 1399 | 20  |                |
| 6.  | GW Francoforte        | 18 |   |   |   | 1349 | 1283 | 18  |                |
| 7.  | USC Magonza           | 18 |   |   |   | 1417 | 1388 | 16  | retrocesse     |
| 8.  | TSV 1860 Monaco       | 18 |   |   |   | 1356 | 1464 | 14  | retrocesse     |
| 9.  | Königsbacher Coblenza | 18 |   |   |   | 1167 | 1501 | 4   | retrocesse     |
| 10. | TV Eppelheim          | 18 |   |   |   | 1056 | 1520 | 2   | retrocesse     |

### Gironi finali

#### Gruppe Nord
|    | Squadra          | G | V | N | P | PF  | PS  | Pt. | Qualificazione |
| -- | ---------------- | - | - | - | - | --- | --- | --- | -------------- |
| 1. | USC Monaco       | 6 | 5 | 0 | 1 | 521 | 444 | 10  | finale         |
| 2. | USC Heidelberg   | 6 | 5 | 0 | 1 | 530 | 469 | 10  |                |
| 3. | VfL Osnabrück    | 6 | 1 | 0 | 5 | 465 | 551 | 4   |                |
| 4. | MTV Wolfenbüttel | 6 | 1 | 0 | 5 | 465 | 517 | 2   |                |

#### Gruppe Süd
|    | Squadra           | G | V | N | P | PF  | PS  | Pt. | Qualificazione |
| -- | ----------------- | - | - | - | - | --- | --- | --- | -------------- |
| 1. | TuS 04 Leverkusen | 6 | 6 | 0 | 0 | 428 | 349 | 12  | finale         |
| 2. | MTV 1846 Gießen   | 6 | 4 | 0 | 2 | 445 | 441 | 8   |                |
| 3. | SSV Hagen         | 6 |   |   |   | 419 | 427 | 4   |                |
| 4. | Bayern Monaco     | 6 |   |   |   | 392 | 467 | 2   |                |

### Finale
| Squadra 1  | Totale    | Squadra 2         | Andata | Ritorno |
| ---------- | --------- | ----------------- | ------ | ------- |
| USC Monaco | 136 - 158 | TuS 04 Leverkusen | 85-78  | 51-80   |

| Basketball-Bundesliga 1970-1971 |
| ------------------------------- |
| TuS 04 Leverkusen 2º titolo     |

## Formazione vincitrice
| N° | Naz.                      | Ruolo | Sportivo        |  | Alt. |  |
| -- | ------------------------- | ----- | --------------- |  | ---- |  |
|    | Germania Ovest (bandiera) | G     | Dieter Kuprella |  | 184  |  |
|    | Germania Ovest (bandiera) | G     | Jochen Pollex   |  | 186  |  |
|    | Germania Ovest (bandiera) | P     | Achim Kuczmann  |  | 180  |  |
|    | Germania Ovest (bandiera) | C     | Norbert Thimm   |  | 205  |  |
|    | Germania Ovest (bandiera) |       | Largo Wandel    |  |      |  |
|    | Germania Ovest (bandiera) |       | Wolfgang Bunse  |  |      |  |
|    | Germania Ovest (bandiera) |       | Klaus Greulich  |  |      |  |
|    | Germania Ovest (bandiera) | All.  | Günter Hagedorn |  |      |  |